# Alfred Proksch
Alfred Proksch (Wenen, 11 december 1908 - aldaar, 3 januari 2011) was een Oostenrijks atleet, die gespecialiseerd was in het polsstokhoogspringen. Hij verbeterde achtmaal het nationale record in deze discipline. Ook nam hij eenmaal deel aan de Olympische Spelen, maar won hierbij geen medailles.

## Biografie
Op vijftienjarige leeftijd werkte Proksch als graficus voor Oostenrijkse tijdschriften onder het pseudoniem Fedor Broskow. Tijdens de Tweede Wereldoorlog vocht hij in de Sovjet-Unie, Frankrijk en Albanië. Toen hij weer thuis was ging hij werken als commercieel artiest om posters te maken. Het tekenen en schilderen zou niet alleen zijn beroep zijn, maar ook zijn hobby voor de rest van zijn leven. Hij werd voorzitter en later erevoorzitter van de Bund Österreichischer Gebrauchsgrafiker.
Als atleet was Proksch geschoold als polsstokhoogspringer. Op 27-jarige leeftijd maakte hij zijn olympisch debuut. Op de Olympische Spelen van Berlijn eindigde hij op een zesde plaats. Een jaar later won hij de Britse Spelen met een persoonlijk record van 4,11 m en versloeg hiermee veel van de op dat moment beste polsstookhoogspringers van de wereld. Tevens verbeterde hij hiermee voor de achtste maal het Oostenrijkse record polsstokhoogspringen, dat tot 1952 bleef staan.
Na zijn sportcarrière werd Proksch zakenman. Op latere leeftijd nam hij deel aan de wereldkampioenschappen atletiek voor Masters. In 1994 won hij goud bij het discuswerpen in de categorie vanaf 85 jaar. Van 2005 tot 2009 deed hij het nog beter: in de categorieën vanaf 95 jaar en vanaf 100 jaar won hij dertien gouden medailles, zowel in discuswerpen, kogelstoten als speerwerpen.
Tot aan zijn dood woonde Alfred Proksch een aantal dagen alleen in de flat in Wenen. Hij stierf op 102-jarige leeftijd in het ziekenhuis van Wenen wegens slecht werkende nieren. Op het moment van sterven was hij de derde oudste olympiër, na Walter Walsh en Ivo Pavelić.

## Titels
- Oostenrijks polsstokhoogspringer - 1933, 1937, 1950

## Persoonlijk record
| onderdeel            | prestatie      | jaar |
| -------------------- | -------------- | ---- |
| polsstokhoogspringen | 4,11 m (ex-NR) | 1937 |

## Palmares

### polsstokhoogspringen
- 1936: 6e OS - 4,00 m